# Vjekoslav Klišanić
Vjekoslav Klišanić, hrvaški general, * 4. april 1897, Bjelovar, † 31. marec 1980, Beograd.

## Življenjepis
Ob izbruhu aprilske vojne je bil podpolkovnik VKJ. Med letoma 1941 in 1943 je bil generalštabni podpolkovnik Hrvaškega domobranstva ter poveljnik 6. pehotne divizije. Leta 1943 je prestopil k NOVJ, kjer je zasedal štabne položaje v GŠ NOV Hrvaške in VŠ NOVJ.
Po vojni je bil v Generalštabu JLA, Upravi pehote DSNO, načelnik Katedre geografije VVA JLA,...